# Kanton Montbard
Kanton Montbard (francouzsky Canton de Montbard) je francouzský kanton v departementu Côte-d'Or v regionu Burgundsko. Tvoří ho 28 obcí.

## Obce kantonu
- Arrans
- Asnières-en-Montagne
- Athie
- Benoisey
- Buffon
- Champ-d'Oiseau
- Courcelles-lès-Montbard
- Crépand
- Éringes
- Fain-lès-Montbard
- Fain-lès-Moutiers
- Fresnes
- Lucenay-le-Duc
- Marmagne
- Montbard
- Montigny-Montfort
- Moutiers-Saint-Jean
- Nogent-lès-Montbard
- Quincerot
- Quincy-le-Vicomte
- Rougemont
- Saint-Germain-lès-Senailly
- Saint-Rémy
- Seigny
- Senailly
- Touillon
- Villaines-les-Prévôtes
- Viserny